# ロボット8ちゃん
『ロボット8ちゃん』（ロボットはっちゃん）は、1981年10月4日から1982年9月26日までフジテレビ系で全52話が放送されたロボット特撮テレビ番組、および主役ロボットの名称。

## 概要
東映不思議コメディーシリーズ第1作目。突然宇宙の彼方から落下してきたロボット8ちゃんとその仲間、宿敵バラバラマンなどが展開するドタバタ大騒動を描く。
フジテレビ系で石ノ森章太郎原作の特撮番組が放送されるのは1973年の『ロボット刑事』以来8年ぶりであり、石ノ森原作によるロボットコメディものとしてはテレビ朝日系の『がんばれ!!ロボコン』と『ロボット110番』に続く3作目である。根性・人情もののテイストであった『ロボコン』『110番』に対し、本作品では時代の変化や放送局の違いによりバラエティ色が強いものとなっている。タイトルはフジテレビが8チャンネルであることに由来する。脚本家の一人である浦沢義雄によれば、プロデューサーの植田泰治はヒーローものへの対抗心があり、それまでの東映作品にはないものをやろうという意識であったという。
第1回目の視聴率は2.8%と苦戦を強いられ、その後も視聴率一桁の回が続いたが2クール目から「8ちゃん役の声優変更」「春野タケル役のキャスト変更」「OP主題歌の変更」「マイロディのマスク変更」「視聴者からの葉書を読む」などリニューアルした。番組終了間際の回では16.8%という高視聴率をマークし、後に続くシリーズの礎を築くことになった。
バラバラマンというキャラクターはパイロット監督を担当した小林義明が、シナリオ制作段階で脚本家の大原清秀に「8ちゃんをばらばらに壊そうとする悪役を出したらどうだろう?」と提案し誕生したとされる。しかし後に試写の段階でこのことが知れて「8ちゃんを壊すキャラクターなんてとんでもない、玩具が売れなくなるじゃないか!」とスポンサーの逆鱗に触れることとなり大原共々第1話のみで降ろされた。しかし、バラバラマン自体はキャラクターの設定を変更しながらも番組終了まで登場している。バラバラマンは、中年サラリーマンの悲哀を感じさせるキャラクター性が高年齢層の視聴者からの支持を得て、本作品を代表するキャラクターとなっている。
本作品で春野ロボット店の春野大海・かすみ夫妻を演じた朝比奈尚行と榊原るみは、シリーズ第2作である『バッテンロボ丸』でも、設定（海野写真館）と役名（朝比奈＝海野大助、榊原＝海野はるか）を変えてそのまま続投しているほか、一部の出演ロボットの声優やキャラクター性なども『ロボ丸』に引き継がれている。

## 登場人物

### ロボット
ロボット8ちゃん
記憶喪失、身元不明の状態で現れ、ロボット管理庁に登録届出のなかったロボット。腹部前面に大きく「8」と書かれている。宇宙から落下した際に、ロボットの修理工房であり春野大海が店長を務める春野ロボット店にホームステイし、店員として働くことになった。野菜（特に芋類。36話ではフライドポテトのおいしさに涙したほどだった。）が大好物でありながら、ピーマンは見るのも大の苦手。必要に応じて自動車形態・8ちゃんカーになり、またヘリチョンボという名前のプロペラ付ヘルメット型飛行ロボットを頭部に合体して空中を飛ぶなどの機能を持つ。頭部には「怒りの回路」があり、怒るとその部分が黒から赤に点滅する。また若い女性と触れ合うことで生命力が甦ってパワーが増幅したり、全機能が回復する「ロマンス回路」が内蔵されている。
8ちゃん関連の様々なエピソード
第26話では、透明になる光線銃が壊れたことで、元に戻らなくなり、包帯でぐるぐる巻きにされた上で「8"」（8に濁点）と赤ペンキで書かれてしまった。春野大海いわく「光線銃でいたずらばかりをしたのでバチが当たった」としての罰だったとのことである。
第28話では「森の塾」の塾長や生徒らに追い出されて逃亡し、さらにはバラバラマンに追い詰められた8ちゃんが手足を引っ込めて「8ちゃんだるま」なるポーズで逃げるシーンがあった。またこの回でドサクサに紛れてスーパーマンや鞍馬天狗とともに登場したターザンが8ちゃんのボディーがサツマイモによく似ていることから「サツマイモロボット」と揶揄する件もあった（同様に第36回でも不良少女らに絡まれるところで「このイモロボット野郎!!」と揶揄される件があった）。
第30話では、8ちゃんによってネズミ取り目的の猫ロボットのプログラムを入れたはずが誤って闘牛のプログラムを入れてしまったゴキブリアンによって頭部の怒り・ロマンス回路を表示するポッチを噛み付かれ再起不能となり、修理が行われたが、不具合が治らない中で、突如芽が出て怒り・ロマンス回路ポッチが復活する「自己修復」がなされた。
第31話では、かすみのしゃっくりを止めるべく、青井博士によってミクロ（超小型）ロボットに改造された。
第51話では、普段は8ちゃんとは敵対視するバラバラマンと仲良くなる件があった。そもそもは少女の持っていた人形を何者かによって壊されたが、それを最初、バラバラマンは8ちゃんが壊したものと判断しようとした。しかし8ちゃんは自転車で通りかかった少年が壊し、身の潔白を証明し、バラバラマンは少年のお尻を平手打ちしてお仕置きをした。その後この少年らのグループにバラバラマンが襲撃を受け病院に入院することを、エバポリスから知った8ちゃんは、バラバラマンを見舞おうと病院へと向かうが、「余計なお世話」と8ちゃんを追い出してしまった。その後、8ちゃんは少年グループとの戦争を勝手に決断。その後灰田博士とマリウスが作った「ベジタブルフルーツ砲」を使い、少年グループを追い詰めたが、この時の攻撃にバラバラマンも参加した。その後、8ちゃんから「黒木さん（バラバラマンの本名）、他の星で一緒だったら仲良しできるかな」と述べると、「このピーマンを食べたら仲良くできるだろう」と、バラバラマンから与えられた普段は苦手なはずのピーマンをおいしく平らげたという。
最終話で判明する正体はサンタクロース星のロボット「聖（セント）エイト」であり、“サンタクロースになるための修業”ということで、人間、特に子供たちを観察してほしいという名目で日本に派遣されており、地球に飛来した際に落雷を受けて墜落、その時のショックで記憶データが一部消去したんだろうと9ちゃんは推測している。その留学期間1年が満了したため、地球を離れなければならなくなった。そこで後述の実弟・9ちゃんが迎えに上がり、8ちゃんが地球から離れる前に、竹取物語のかぐや姫のエピソードをパロディにした寸劇「新サンタクロース物語」なるものを子供たちに披露して理解を示してもらい、その後9ちゃんとともに帰還の徒につく。

マイロディ
青井博士の美人秘書ロボットにして最高傑作で、8ちゃんが好意を抱く。オペラ歌手風の口調で喋る。マジックスティックを振りかざすと記憶しているロボットが映し出される。
エバポリス
警察官ロボット。顔は怖いが気は弱い。下半身が変形した専用のパトカー・エバポリスカーに乗る。当初は手柄を取れずバラバラギャルに解体されそうになるが、次第に犯人逮捕率が上がっていった。役人のバラバラマンには逆らえないが、ロボット管理長官への忠誠心は低い。
- デザインは出渕裕が担当した。SFファンダム関連で知り合っていた石森プロの青柳誠からの紹介であった。

テレコミー
公衆電話型ロボット。両手が伸縮し、家庭教師としても働く。人が電話で話した内容は、たとえ犯罪であっても他人に話すことはできない（話すと解体処分の対象となる）。
ヤキソーラ
コックロボット。ガス台とオーブンが備えられている。指先からケチャップが出せる。頭のコック帽に入っている料理の素を口に入れると、世界中の料理を作れる。
ゴミスキー
ゴミ箱と掃除機を組み合わせた掃除ロボットで、シルクハットが特徴。
ポストーラ
郵便ポスト型郵便配達員ロボットで、両足にローラースケートが備えられている。
ヘリチョンボ
8ちゃんの良き相棒にして、頭上に付けるヘリコプターとしての機能を持つプロペラ付きヘルメット型ロボット。8ちゃんが「ヘリチョンボー」と呼び出すと登場し、「8ちゃん、お待たせ!」の掛け声で8ちゃんの頭上に取り付けられる。
ゴキブリアン
ゴキブリ型ゴキブリ駆除ロボット。食べたゴキブリを吐き出せる。
第30話では春野かすみの依頼により8ちゃんがネズミ捕りロボットにすべく猫のプログラムを入れようとしたつもりが、間違って闘牛のプログラムを入れてしまい、8ちゃんの怒り・ロマンス回路のポッチを噛み付いて壊してしまった。
ダチョーンバード
ペンギン型ロボット。飛行機能を持つが、燃料漏れしやすい失敗作。
ロボットベース ロボトラ
独自の意思を持って人語を話し、複数のロボットを運搬できるトラック。これにもナンバープレート「品川45・む・77-41」が貼り付けられてあった。
マリウス
第33話より登場したドクター灰田が開発した敵役ロボット。頭部から人工頭脳入りの円盤を分離させて飛ばし、ルアームチを装備。ロボットの人工知能に有効な催眠術が使える。なぞなぞが苦手。しかし一度はバラバラギャルに壊されかけるものの、それに溺愛してしまって以後はバラバラギャルと手を組んで8ちゃん壊滅に挑むことになる。第34話では、8ちゃんとマイロディ、ヘリチョンボを除く出演ロボットすべてが、マリウスの催眠術にかかり、マリウスの手下（8ちゃんから見て敵）に回されるが、ルアームチ攻撃を受けた8ちゃんが飛ばされ、「8ちゃんだるま」状態で崖から転げ落ちた時にショックを与えられてしまった。
ロボット9ちゃん
8ちゃんとまったく形が同じ（腹番号のみが違う）ロボットであり、8ちゃんの実弟。最終話にて、派遣期間の終了に伴うサンタクロース星帰還にあたっての出迎え役として登場。フランス留学の影響で、フランス語混じりの口調で話す。

### 春野家
春野 大海
8ちゃんの居候先の家主でタケルの父。ロボット修理を仕事にしロボット修理工場「春野ロボット店」を経営、客に支持されている様子。第22話「父ちゃんはミュージカルスター」では、タケルの誕生日祝いにと、青井博士と共同制作した大海そっくりのロボットを作り、家族を混乱させてしまった。
春野 かすみ
大海の妻でタケルの母。大海と結婚した理由は「自分が支えないとダメな人だから」。芸能界には詳しい。
春野 タケル
8ちゃんと暮らす少年。2月19日生まれ。
友達と共に探偵ごっこをする「少年パトロール」を結成している。後半になるとユメコ中心の構成になり彼とパトロール隊は話の中心から外れていき回によってはエキストラ同然となる回もあった。
春野 ユメコ
タケルの妹。ませた性格で8ちゃんに気があり、42話では水泳教室の先生であるみどりに惚れた8ちゃんにビキニ姿を披露することもあったが8ちゃんの気を惹くことは出来なかった。18話では自転車を無くしてしまい必死に探し回った。また46話では未来からやってきたM3745ジュンと、お互い夢で逢っていたことから両思いになった。ジュンは未来警察に連れて行かれてしまったが、夢を見られなくなった200年後に生きるジュンに夢と生きる希望を与えた。

### ロボット管理庁
バラバラマン
ロボット管理庁の役人。本名・黒木七郎。違法ロボットを取り締まるのが役目で、規則を破ったロボットはヌンチャクにもなるレーザー銃・スパナガンでバラバラにしてしまう。無登録ロボットである8ちゃんを目の敵にし、執念深く付け狙う。またその8ちゃんを庇うタケル・ユメコや「パトロール隊」、そして青井博士をも目の敵にしている。
両親は他界し、独身で一人暮らし。まだ学生の紀子（演：瀬戸恵子）という妹がおば（演：浅香光代）の元で生活しており、溺愛している。しかし、紀子には自分の仕事をロボットと人間を仲良くさせる仕事と嘘をついている（以上第21話）。好物はさしみにマヨネーズを付けて食べること。
放送後半の時期は演じる斎藤晴彦のスケジュールの都合から登場が少なくなりロボット取締りの職務はバラバラギャルに譲っている。
最終回ではいつも通り8ちゃんを追い回していたが、8ちゃんが9ちゃんと共に帰還した後、春野一家や青井博士たちから8ちゃんの正体と帰還を知らされると、スパナ銃を道端に捨てて去っていくが、直後に「サンタクロースの8が来るかも知れない!結婚して子供作るぞ!!」と気を持ち直す。
バラバラギャル
ロボット管理庁の役人。本名・白鳥メイ。かつてはバラバラマンに幼いころから訓練・教育されてきた部下だったが、8ちゃんに固執してうだつの上がらないバラバラマンを追い抜いて課長に昇進している。近藤真彦のファンである。前半は登場場面が少なかったが、後半はバラバラマンの代わりに登場する頻度が高くなる。
第37話「試験だ!がんばれ!カンニング?」では、バラバラマンが提案した「ロボット資格検定試験」で、芸能界のゴシップ関係の問題を多く出題した。8ちゃんら出演ロボットはこれに合格（70点以上）しないと、ロボット管理庁からバラバラ解体の対象にされてしまうので、バラバラギャルに対抗しようと、青井博士の提案でカンニングを敢行するも、ことごとく見破る。最後に「パトロール隊」の少年らが「マッチが来た」とバラバラギャルをおびき寄せたことで、唯一見破られなかった8ちゃんの口から出たカンニングペーパーを見たことによって、出演ロボット全員は100点を取ることができたが、何度も繰り返して回転したことで無理が生じてねじが緩み、試験後8ちゃん以外の全員が自らバラバラ（8ちゃんも口が開いたり閉まったりの状態を繰り返す）になってしまった。

### その他
青井博士
ロボット研究所の所長でマイロディの生みの親である科学者。砂糖入りのコーヒーを好むほどの甘党である。大海・かすみと大学からの友人で、かつてはかすみを巡って大海と三角関係にあった。全身真っ白な服と大きなパイプがトレードマーク。
ヒロシ、コウジ、オサム
タケルの友達。少年パトロールの一員である。
ドクター灰田
灰田研究所の所長でマリウスの生みの親である科学者。フリーズ光線銃やベジタブル砲などを発明しマリウスと共に8ちゃんを倒そうとしていたがことごとく失敗する。離婚歴があり、陽子という娘がいる。陽子に「自分はロボット研究所の所長である」「かすみさんと婚約している」などと嘘をついて見栄を張っていたが、第43話で陽子が会いにやってきたため、かすみに自分の婚約者のように振舞ってもらえるよう8ちゃんを通じて懇願した事がある。

## 出演
- 春野大海 - 朝比奈尚行
- 春野かすみ - 榊原るみ
- 春野タケル - 出原健一（1 - 15話）→佐藤美樹晴（16話 - ）
- 春野ユメコ - 五十嵐里恵
- 青井博士 - 団時朗
- バラバラマン - 斎藤晴彦
- バラバラギャル - 吉岡ひとみ
- ヒロシ - 実川秀和
- コウジ - 深田晃
- オサム - 秋原充
- ロボット管理長官 - 長谷川弘
- ロボット研究所の所長 - 林孝一
- ドクター灰田 - 潮健児

### 声の出演
- ロボット8ちゃん - 京田尚子（1 - 13話）→松岡洋子（14 - 最終話）
- マイロディ - 高坂真琴
- エバポリス - 篠田薫
- テレコミー - 向殿あさみ
- ヤキソーラ - 西尾徳
- ゴミスキー - 木村修
- ポストーラ - 依田英助
- ヘリチョンボ - 門谷美佐
- ゴキブリアン - 依田英助、渡部猛(30、37、39話)、村瀬正彦(33、34話)
- ダチョーンバード - 三上由紀
- ロボトラ - 渡部猛
- マリウス - 今西正男→渡部猛
- ロボット9ちゃん - 太地琴恵

### キャラクターアクション
第35回「楽しくなければクイズじゃない!」の冒頭で、クイズ番組の回答者役として、高木政人と小泉豊が本人役でカメオ出演している。
- 黒沢晋
- 渡辺るみ
- 重田あき子
- 山崎清
- 横田真美
- 上田弘司
- 高木政人
- 河原崎洋夫
- 石塚信之
- 坂本勝彦
- 上野一兵
- マリウス - 小泉豊
- テレコミー - 山際道則[13]

## スタッフ
植田泰治プロデューサーを筆頭に、「ザ・スーパーガール」・「ミラクルガール」に参加した監督陣、現場スタッフらが多い。
- 企画 - 平山亨（東映）、前田和也（フジテレビ）
- 原作 - 石森章太郎
- 連載 - テレビマガジン、おともだち、たのしい幼稚園、テレビランド、冒険王
- 音楽 - 筒井広志
- アクション指導 - 岡田勝
- プロデューサー - 植田泰治・植竹栄作（東映）
- 構成 - 大和屋竺
- 撮影 - 村上俊郎、高岩震、奥村正祐、林迪雄、利根川曻、池田健策(J・S・C)
- 照明 - 山本辰雄、大須賀国男、大森康次、上原福松、関口弥太郎
- 録音 - 田中允
- 美術 - 安井丸男、北郷久典
- 編集 - 望月徹、水間正勝
- 記録 - 川村澪子、森美礼、浅井ひろ子、小林みどり
- 助監督 - 大櫛敬介、伊藤一男、伊与田一雄、南晃行、前嶋守男、大井利夫、近藤杉雄
- 選曲 - 秋本彰
- 効果 - 原田千昭
- 計測 - 大村日出男、大沢信吾、利根川曻、西野高司
- 装置 - 内藤靖夫
- 装飾 - 戸塚憲
- 操演 - 羽鳥博幸、金子正且
- 衣裳 - 東京衣裳
- 美粧 - 入江美粧
- 現像 - 東映化学
- 資料担当 - 青柳誠（石森プロ）
- 協力 - F.E.T.極東、ファッションハウステン、開東
- 進行 - 林三津良
- 演技事務 - 田辺史子
- 制作担当 - 鈴木勝政、西村政行
- 制作 - フジテレビ、東映、読売広告社（ノークレジット）

## 主題歌
OP1「ロボット8ちゃん」
作詞 - 石ノ森章太郎 / 作曲 - 小林亜星 / 編曲 - いちひさし / 歌 - 猪股裕子、ヤング・フレッシュ、こおろぎ'73
1クールしか使用されなかったが、映像では第2・3話から新規のSEを追加、さらに第8話から冒頭にロボットの行進シーンなど大幅に映像を追加するといった試行錯誤が続いた。なお、サブタイトル発表時のBGMは、本曲の歌い出し部分をアレンジしたような曲調だった。
ED1「赤い夕陽のバラバラマン」
作詞 - 八手三郎（浦沢義雄） / 作曲 - 小林亜星 / 編曲 - いちひさし / 歌 - 斉藤晴彦、こおろぎ'73
曲の最後に入るバラバラマンのセリフが毎回変更されていた。
イントロは『続・夕陽のガンマン』のテーマ曲の引用。
OP2「おさえきれない好奇心」
作詞 - さがらよしあき / 作曲 - 小林亜星 / 編曲 - いちひさし / 歌 - 松岡洋子、コロムビアゆりかご会
第16話から使用。
ED2「8ちゃんのえかき唄」
作詞 - 石ノ森章太郎 / 作曲 - 小林亜星 / 編曲 - 筒井広志 / 歌 - 団次朗・天谷研一、コロムビアゆりかご会
当初は前EDから引き続き曲の最後にバラバラマンのセリフを挿入していた。
第27話から使用。

## 劇中歌
- 第17話「ナウイロボット・おしゃれが上手」

原宿の路上ダンスのBGMとして、The Eastern Gangの「LOOK AT YOU NOW（邦題：スーパー・ダンシン）」とキャロルの「ルイジアンナ」が使用された。
- 第24話「スター誕生 ロボットバンド」

8ちゃんたちロボットが軽音楽バンドを結成した件があり、「なぜかハッチャブルランド」（歌・8ちゃん＝松岡洋子）と「ハッピー8ちゃん」（歌・牛崎照美<当時子役>）が劇中歌として披露された。
- 第30話「モォー怒ったぞゴキブリアン」

8ちゃんや春野一家が朝起きたときのシーンで「8ちゃん早起き体操」（歌・こおろぎ’73・コロムビアゆりかご会）が放送された。
- 第38話「あこがれ色のウェディングベル」

結婚相手が決まらないにもかかわらず「結婚宣言」をして（後にマリウス側が8ちゃんを好きになってしまう）、ジャガイモなどを他の出演ロボットから詐取した8ちゃんを追い回し、ついには結婚式場にまで突入したところで結婚式をぶち壊す大騒動となり、この後で出演したロボットと結婚式を挙げた2人を交えて「8ちゃん音頭」（歌・8ちゃん）が放送された。

## 放送リスト
| 放送日                         | 話数 | サブタイトル                       | ゲストキャラクター                                                 | EDのバラバラマンの一言                         | 脚本                | 監督       |
| ------------------------------ | ---- | ---------------------------------- | ------------------------------------------------------------------ | ---------------------------------------------- | ------------------- | ---------- |
| 1981年10月04日                 | 1    | スーパーおじんのバラバラマン       | - うえだ峻                                                         | 『あ～残業のし過ぎかなあ』                     | 大原清秀            | 小林義明   |
| 10月11日                       | 2    | とんでもハップン テニスは怖い      | - コウジの母（岡本麗）                                             | 『勉強のし過ぎかなあ』                         | 山崎晴哉            | 佐伯孚治   |
| 10月18日                       | 3    | 僕は悪い子 怪ロボット              | - 大岩ロボット商会主人（江幡高志）                                 | 『ゆっくり眠って夢でも見てみたいな』           | 浦沢義雄            | 佐伯孚治   |
| 10月25日                       | 4    | パパラ殿下のラブラブ作戦           | - パパラ殿下（人見きよし）                                         | 『ホットケーキが食べたいな』                   | 大和屋竺            | 武田一成   |
| 11月01日                       | 5    | 料理ロボットケチャップ大戦争       |                                                                    | 『ホットケーキが食べたいな』                   | 加藤盟              | 武田一成   |
| 11月08日                       | 6    | ジャンケンポンだよロボット警官     | - うえずみのる                                                     | 『焼肉定食が食べたいな』                       | 松浦繁治            | 高橋勝     |
| 11月15日                       | 7    | 可愛いあの子は100万ボルト          | - 臼井真紀                                                         | 『明日もいい天気かな』                         | 筒井ともみ          | 高橋勝     |
| 11月22日                       | 8    | アババブビビ赤ちゃんこわい         | - 石山律雄 - 赤ちゃんの声（桂玲子）                                | 『赤ちゃんてどこから来るのかな 』              | 加藤盟              | 佐伯孚治   |
| 11月29日                       | 9    | いるぞあえるぞ ぼくのお父さん      | - 天草四郎                                                         | 『ほっかほかの焼き芋食べたいな』               | 山崎晴哉            | 佐伯孚治   |
| 12月06日                       | 10   | きょうも明るくアッハッハ           | - 町田政則                                                         | 『宝くじ当たらないかな』                       | 松本功              | 岡本明久   |
| 12月13日                       | 11   | シンセツ回路プレゼント作戦         |                                                                    | 『サンタクロースに会ってみたいな』             | 筒井ともみ          | 岡本明久   |
| 12月20日                       | 12   | あヽびしょぬれガキ大将             |                                                                    | 『サンタクロースに会ってみたいな』             | 松本功              | 高橋勝     |
| 12月27日                       | 13   | 恋はおまかせラブラブ香水           | - 片岡みえ                                                         | 『お年玉たくさん欲しいな』                     | 加藤盟              | 高橋勝     |
| 1982年01月04日 16：00 - 16：30 | 14   | 天まで上れ!タコ騒動                | - 信実一徳 - 高瀬夏子                                              | 『ぼくにもファンレターが来ないかな』           | 山崎晴哉            | 佐伯孚治   |
| 1月10日                        | 15   | 出てこい出てこい宝物               | - 和尚（江幡高志） - 東龍明                                        | 『鍋焼きうどんが食べたいな』                   | 松浦繁治            | 佐伯孚治   |
| 1月17日                        | 16   | おれはロボット三四郎               | - 大綱めぐみ                                                       | 『鍋焼きうどんが食べたいな』                   | 筒井ともみ          | 高橋勝     |
| 1月24日                        | 17   | ナウイロボット・おしゃれが上手     | - 中村久美                                                         | 『どこか遠い所に行ってみたいな』               | 浦沢義雄            | 高橋勝     |
| 1月31日                        | 18   | どこへ行ったの? ユメコの自転車     |                                                                    | 『鬼は外は嫌だな』                             | 加藤盟              | 佐伯孚治   |
| 2月07日                        | 19   | ワン ツー スリー ハイUFO           |                                                                    | 『チョコレートの贈り物欲しいな』               | 土屋斗紀雄          | 佐伯孚治   |
| 2月14日                        | 20   | すべってころんで雪女               | - 雪女（中島葵） - 大島宇三郎                                      | 『宇宙ロケットに乗りたいな』                   | 松浦繁治            | 高橋勝     |
| 2月21日                        | 21   | やさしい?やさしい!鬼コーチ         | - 浅香光代 - 瀬戸恵子                                              | 『早く暖かくならないかなあ』                   | 山崎晴哉            | 高橋勝     |
| 2月28日                        | 22   | 父ちゃんはミュージカルスター       |                                                                    | 『僕にもお雛様欲しいな』                       | 土屋斗紀雄 関ひろみ | 高橋勝     |
| 3月07日                        | 23   | 参ったか!怪盗16号                  | - 汐路章                                                           | 『おならってどうして出るのかな?』              | 松本功              | 佐伯孚治   |
| 3月14日                        | 24   | スター誕生ロボットバンド           | - 東山明美 - 牛崎照美                                              | 『バラバラマンのレコード売るかな!』            | 浦沢義雄            | 佐伯孚治   |
| 3月21日                        | 25   | こんにちはボク恐竜です             | - 恐竜ハチの声（飯塚昭三）                                         | 『恐竜の卵でオムレツいくつ作れるかな』         | 松本功              | 岡本明久   |
| 3月28日                        | 26   | シューシュードロンパ透明鏡         | - 吉野広昭                                                         | 『ピッカピカの一年生なれるかな』               | 土屋斗紀雄          | 岡本明久   |
| 4月04日                        | 27   | ドラキュラはトマトジュースがお好き | - ドラキュラ（佐渡稔）                                             | 『それでも出てくるバラバラマン!』              | 浦沢義雄            | 佐伯孚治   |
| 4月11日                        | 28   | ねつれつもうれつ勉強大好き         | - 市川勇                                                           | 『勉強し過ぎると殴るぞ～!』                    | 浦沢義雄            | 佐伯孚治   |
| 4月18日                        | 29   | いそげやいそげ!爆弾リレー          | - ナンヤカンヤ（大月ウルフ）                                       | 『目に青葉 バラバラマンも嫁探し』              | 山崎晴哉            | 岡本明久   |
| 4月25日                        | 30   | モーオ怒ったぞ!ゴキブリアン        | - 坂詰貴之                                                         | 『紙飛行機で世界一周してみたいな』             | 土屋斗紀雄          | 岡本明久   |
| 5月02日                        | 31   | ヒックヒャック ミクロの決死圏      |                                                                    | 『子供の日はバラバラマンと遊ぼう!』            | 加藤盟              | 佐伯孚治   |
| 5月09日                        | 32   | マイコンばあさん いじわる大作戦    | - マイコンばあさん（武知杜代子）                                   | 『一日一回いたずらしよう』                     | 浦沢義雄            | 佐伯孚治   |
| 5月16日                        | 33   | アッとおどろくライバル登場         |                                                                    | 『餃子を食べたら歯を磨こう』                   | 山崎晴哉            | 冨田義治   |
| 5月23日                        | 34   | エグイぞマリウスなめんなよ         |                                                                    | 『早く夏休みにならないかなあ』                 | 山崎晴哉            | 冨田義治   |
| 5月30日                        | 35   | 楽しくなければクイズじゃない!      | - 司会者（望月太郎） - 竹林健二（出光元）                          | 『今夜のおかずは何かな?』                      | 土屋斗紀雄          | 内藤まこと |
| 6月06日                        | 36   | ぶりっ子、さぼっ子、アイラブユー   |                                                                    | 『冷たい牛乳ゆっくり飲もう』                   | 浦沢義雄            | 内藤まこと |
| 6月13日                        | 37   | 試験だガンバレ・カンニング         |                                                                    | 『子供は毎日毎日テストでしごけ!』              | 土屋斗紀雄          | 佐伯孚治   |
| 6月20日                        | 38   | あこがれ色のウェディングベル       |                                                                    | 『僕は結婚できない、だからしない!』            | 浦沢義雄            | 佐伯孚治   |
| 6月27日                        | 39   | ロボット修行だゴーゴー富士山       |                                                                    | 『日曜日にはパパと遊園地に行こうね』           | 山崎晴哉            | 岡本明久   |
| 7月04日                        | 40   | 夏だ!キャンプだ!青春だ!            |                                                                    | 『おこづかいは多いほどいいのだ、なあ!』        | 山崎晴哉            | 岡本明久   |
| 7月11日                        | 41   | カリント先生の希望の注射           | - カリント先生（三戸部スエ）                                       | 『魚釣りに連れてってくれないかな』             | 浦沢義雄            | 田中秀夫   |
| 7月18日                        | 42   | プールでキッスはメチャメチャ最高!  | - みどり先生（黒田福美）                                           | 『日曜日にはお勉強をやめましょう!』            | 土屋斗紀雄          | 田中秀夫   |
| 7月25日                        | 43   | 母ちゃんを返せ!コケコッコー        | - 灰田陽子（横関志魔子）                                           | 『今日はプールで泳ぎたいなあ』                 | 浦沢義雄            | 高橋勝     |
| 8月01日                        | 44   | ポット教授の大冒険                 | - ポット教授（入江洋佑）                                           | 『へそより深いところで泳げるようになったぞ』   | 浦沢義雄 佐伯孚治   | 佐伯孚治   |
| 8月08日                        | 45   | ボクはやさしい大剣豪               | - 宮本十兵衛（浜村純） - 宮本小百合（青木純）                      | 『氷あずきの天ぷらが食べたいな』               | 松本功              | 高橋勝     |
| 8月15日                        | 46   | ユメコどっきり!未来の少年          | - M3745ジュン（片桐順一郎） - タイムポリスの声（依田英助、篠田薫） | 『宇宙旅行をしたいな』                         | 土屋斗紀雄 関ひろみ | 佐伯孚治   |
| 8月22日                        | 47   | かもめのカッポは名探偵             | - ミミ（今井里恵） - カッポの声（向殿あさみ）                      | 『友情って苦しいもんだなあ』                   | 松浦繁治            | 内藤まこと |
| 8月29日                        | 48   | でたぞユウレイ ウラメシヤ          | - 山田松吉（津山栄一） - 野沢静江（辻伊万里）                      | 『夏休みの宿題慌ててやろう』                   | 土屋斗紀雄          | 佐伯孚治   |
| 9月05日                        | 49   | ユメはでかいぞ虹の空               | - 小山（石山律雄） - 小山キノコ（小川より子） - 小林重四郎         | 『シャボン玉に乗って空の散歩がしたいな』       | 松浦繁治            | 岡本明久   |
| 9月12日                        | 50   | チビッ子忍者だドロロンパ           | - 小太郎（開発寛昇） - 坂本あきら                                  | 『"赤信号ひとりで渡って怒られた" 当たり前だ!』 | 土屋斗紀雄          | 佐伯孚治   |
| 9月19日                        | 51   | 夕焼け小焼けのバラバラマン         | - 看護婦（向殿あさみ） - ベジタブルフルーツ砲の声（上田敏也）      | 『友情って苦しいもんだなあ』                   | 浦沢義雄            | 岡本明久   |
| 9月26日                        | 52   | さらば!またあう日まで              | - 七兵衛（西尾徳）                                                 | 『俺はなかなか涙を流さない』                   | 山崎晴哉            | 内藤まこと |

## 放送局
- 関東広域圏：フジテレビ：日曜 9:00 - 9:30
- 北海道：北海道文化放送：日曜 8:30 - 9:00（キー局より30分先行放送）[15]
- 青森県：青森放送：木曜 17:00 - 17:30→木曜 16:45 - 17:15 [16]
- 秋田県：秋田テレビ：土曜 8:00 - 8:30
- 山形県：山形テレビ：月曜 17:30 - 18:00[17]
- 宮城県：仙台放送：日曜 10:30 - 11:00[18]
- 福島県：福島テレビ：水曜 16:50 - 17:20[19]
- 新潟県：新潟総合テレビ：土曜 16:30 - 17:00[20]
- 石川県：石川テレビ：日曜 9:00 - 9:30（同時ネット）[21]
- 福井県：福井テレビ：月曜 - 金曜 7:30 - 8:00[22]
- 静岡県：テレビ静岡：金曜 16:00 - 16:30
- 中京広域圏：東海テレビ：日曜 10:30 - 11:00→土曜 8:00 - 8:30
- 近畿広域圏：関西テレビ：土曜 7:30 - 8:00
- 岡山県・香川県：岡山放送：日曜 10:30 - 11:00
- 広島県：テレビ新広島：日曜 10:30 - 11:00
- 高知県：高知放送：火曜 17:30 - 18:00[23]
- 福岡県：テレビ西日本：日曜 8:30 - 9:00（キー局より30分先行放送）
- 熊本県：テレビ熊本：金曜 6:00 - 6:30[24]→土曜 7:30 - 8:00
- 鹿児島県：鹿児島テレビ：日曜 7:30 - 8:00[25]

## 映像ソフト化
- 2008年7月21日発売の「石ノ森章太郎 生誕70周年 DVD-BOX」に第1話が収録され、初のソフト化となった。
- 2016年4月13日にベストフィールドよりDVD-BOXが発売。

## 漫画
- テレビマガジン 連載 中島昌利
- テレビランド 連載 山田ゴロ
- 冒険王 連載 シュガー佐藤

## CS放送・ネット配信
CS放送
- 東映チャンネル：2004年3月 - 9月（「石ノ森章太郎劇場」枠）

ネット配信
- 東映特撮 YouTube Official：2012年6月11日 - 12月9日、2015年3月30日 - 9月28日

## コラボレーション
- 連載雑誌の企画で8ちゃんとロボコンが共演（テレビ出演はなし）[26]
- 1981年11月12日、当時放送されていたフジテレビ平日朝の幼児向けバラエティー番組『ママとあそぼう!ピンポンパン』に8ちゃんとエバポリスが出演し、井上佳子（当時フジテレビアナウンサー）や視聴者参加の幼児らとのふれあいを行った。

## 商品展開
- ポピーより、超合金シリーズではっちゃん、エバポリス、テレコミー、ポストーラー、ヤキソーラー、ポピニカシリーズでロボトラを発売。ロボットはっちゃんの超合金シリーズをすべて乗せることができるビックブローロボトラも発売された。その他にもポピーからはミニソフビ、水鉄砲などの玩具が発売された。
- バンダイより、消しゴムも発売された。